# Dirhinus rossettoi
Dirhinus rossettoi är en stekelart som beskrevs av De Santis 1980. Dirhinus rossettoi ingår i släktet Dirhinus och familjen bredlårsteklar. Inga underarter finns listade i Catalogue of Life.